# Chengdu
 (mai 2024).
Chengdu (chinois : 成都 ; pinyin : Chéngdū ; en sichuanais : /tsʰən˨˩tu˧/), également appelée métaphoriquement Róngchéng (蓉城) « la ville des hibiscus », est une ville chinoise capitale de la province du Sichuan. Elle se trouve dans le Xinan, près de la limite avec le Tibet.
Elle est avec Chongqing et Xi'an l'une des villes les plus peuplées de la Chine intérieure. Son aire urbaine comptait en 2014 plus de 18 millions d'habitants. Chengdu dispose du statut administratif de ville sous-provinciale.

## Histoire

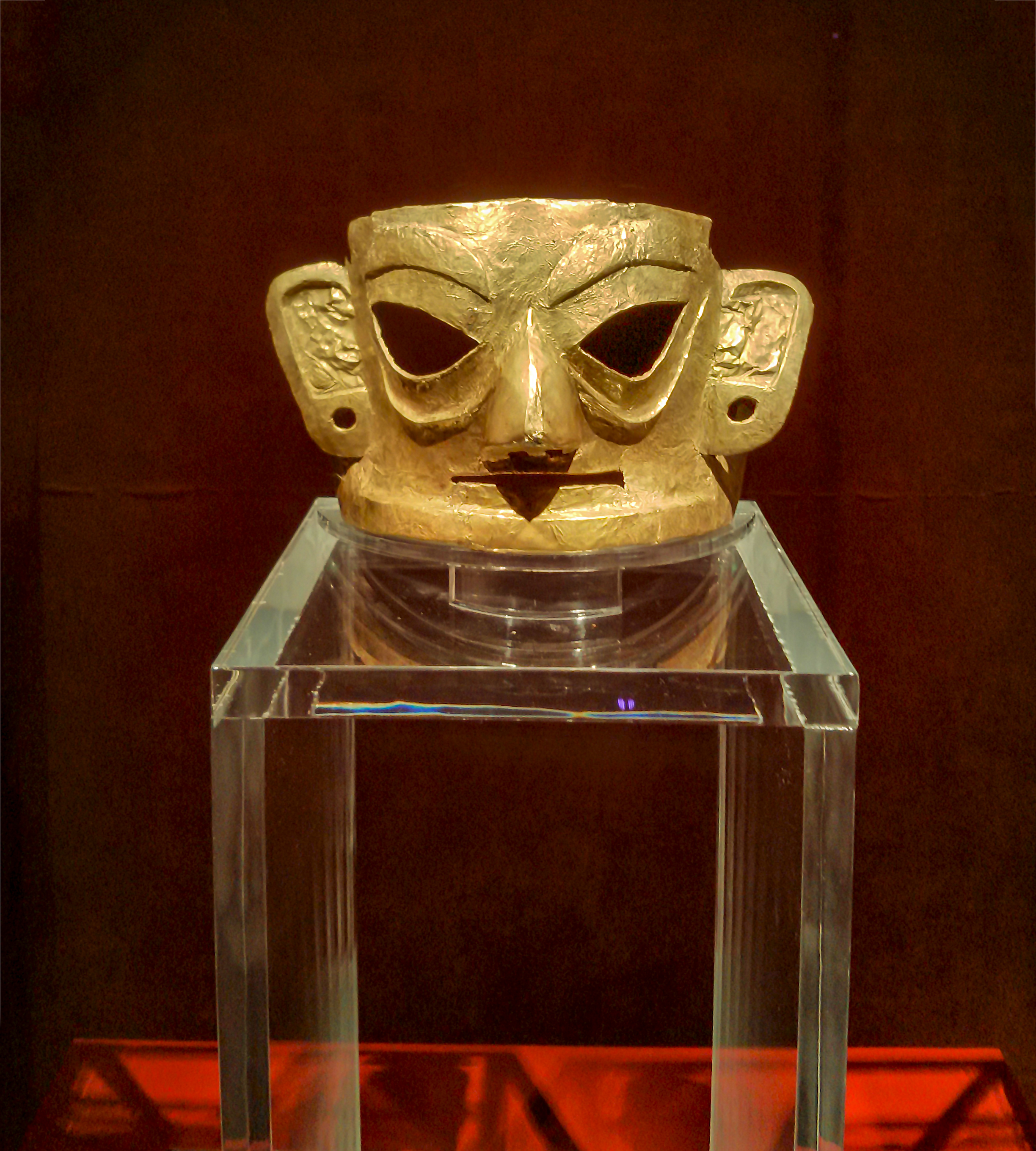
Masque d'or de la culture Sanxingdui du néolithique, site archéologique Jinsha.

Chengdu existait déjà à la période des Printemps et des Automnes (770 — 475 av. J.-C.)
La culture Sanxingdui (-1200 — -650) est visible sur le site archéologique de Jinsha (金沙).
Au début du IVe siècle av. J.-C., le roi du pays de Shu, Kaiming IX, y déménagea sa capitale.
L'archéologie a prouvé que les premières routes reliant les royaumes de Qin et de Shu ont été construites durant la période des Royaumes combattants. Elles ont permis l'invasion du royaume de Shu par celui de Qin.
Une légende raconte que le roi de Qin voulait anéantir le Shu, mais des monts escarpés le séparaient de cette région. Aucune route sur laquelle l'armée de Qin pût avancer n'existait en direction du Shu. Le roi de Qin fit sculpter cinq bœufs de pierre gigantesques et placer quelques pièces d'or derrière, prétendant que les bœufs pouvaient faire de l'or. Le roi de Shu se laissa duper et envoya cinq hommes robustes tirer les cinq bœufs jusqu'à son pays. Trois bœufs furent traînés de cette façon jusqu'à Chengdu. C'est ainsi que la route menant au Shu fut désormais tracée. L'armée de Qin n'eut plus qu'à l'emprunter pour attaquer le Shu.
Chengdu fut conquise par la dynastie Qin en -316. En -311, le souverain fit édifier les murs de la ville d'après le modèle de la cité de Xianyang (咸阳). Le nom de la province Sichuan fut changé plusieurs fois pendant la dynastie Han : d'abord en Chéngjiā (成家), puis en Yìzhōu (益州), mais le nom de la ville n'a jamais changé depuis le début.
En -250, le gouverneur, Li Bing, entreprit la construction du complexe hydraulique de Dujiangyan afin d'utiliser les eaux du fleuve Min pour irriguer la plaine de Chengdu, transformée ultérieurement en un véritable grenier à céréales destiné à l'approvisionnement des Qin. Li Bing et son fils dirigèrent la construction de l'ouvrage en calculant de manière scientifique les rapports entre l'irrigation, la déviation des crues et l'évacuation du limon. La zone irriguée par le complexe de Dujiangyan ne cessa de s'étendre. La conception de Li Bing n'a jamais été remise en cause et l'ouvrage est considéré comme un chef-d'œuvre de la science hydraulique de l'Antiquité.
Depuis cette époque, le Sichuan est l'une des provinces les plus fertiles du pays. Au IIe siècle avant notre ère, de riches familles y possédaient terres, parcs et même entreprises sidérurgiques. Du gaz a été découvert à cette époque qui fut utilisé pour la production de sel.
Sous la dynastie Han (-202 – 220), Chengdu devint un centre important de fabrication et de commerce de brocart, grâce à un fonctionnaire du gouvernement, Jinguan, qui a développé l'artisanat du tissage et la culture de la soie. Chengdu devient alors une étape très importante sur la Route de la Soie.
Vers -141, Wen Weng, gouverneur de Shu, fonda à Chengdu, la première école officielle ouverte à tous. Active et renommée, on y enseignait aussi bien l'astronomie, la prose et la philosophie. L'auteur Sima Xiangru la fréquenta.
C'est à Chengdu que fut fondé le royaume de Shu Han par le monarque Liu Bei (刘备) pendant la période des Trois Royaumes, entre 221 et 263.

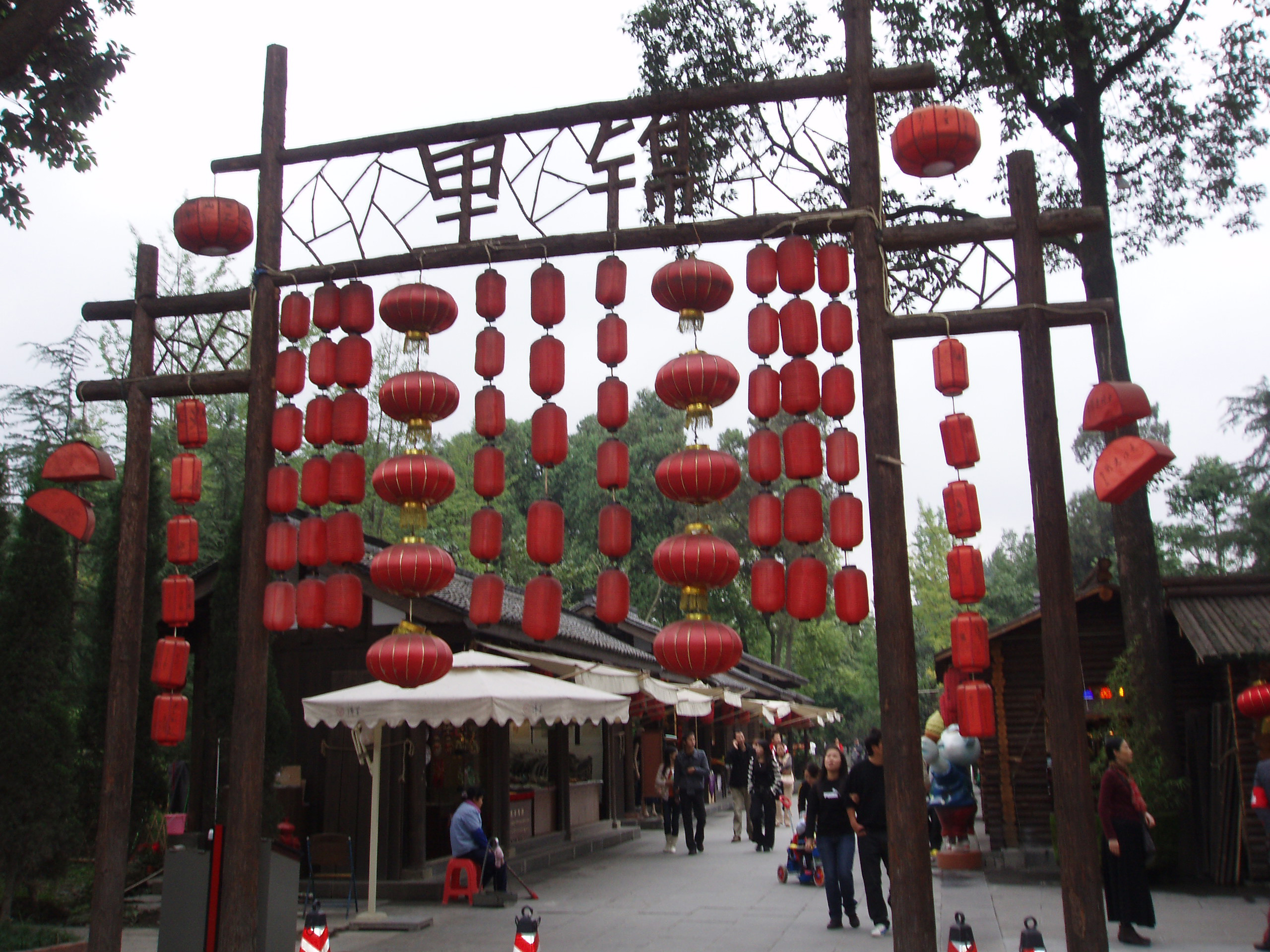
Une entrée du quartier commerçant de Jinli (锦里).

Lucien Bodard y décrit son enfance, au début du XXe siècle, de façon réaliste et amusante dans son roman Monsieur le Consul (1973).

## Géographie

### Situation
La ville de Chengdu est située au centre de la Chine, dans la plaine du Sichuan et à 269 km au nord-ouest de Chongqing. Elle se trouve d'autre part au pied du plateau tibétain et dans la partie occidentale de la dépression du bassin rouge. La ville est considérée comme le centre de la Chine de l'Ouest, c'est en tout cas le rôle qu'elle assume dans le plan de développement gouvernemental de l'Ouest chinois. Sa position exacte est entre 102°54′ et 104°53′ de longitude et entre 30°5′ et 31°26′ de latitude nord.

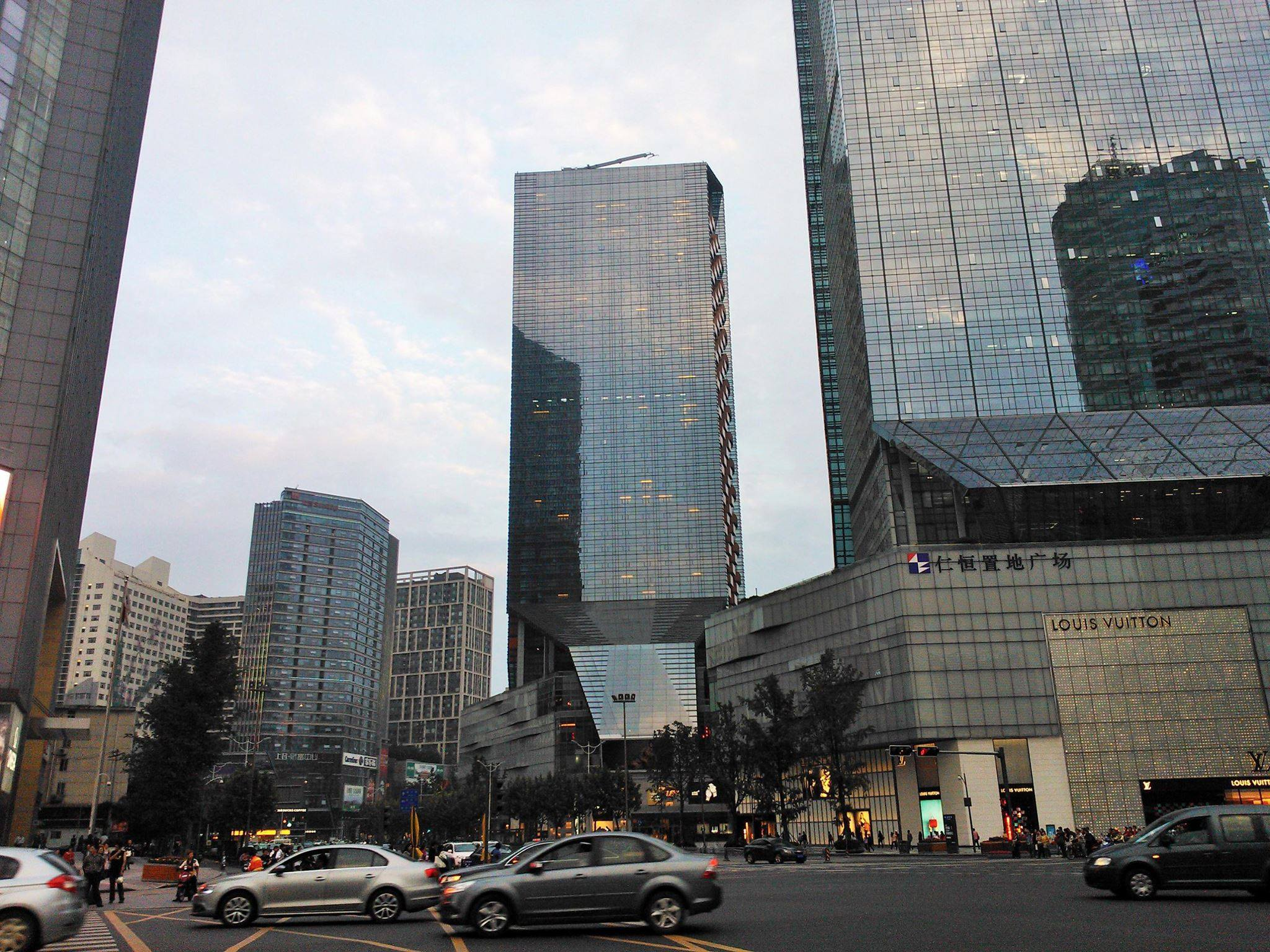
Quartier Hongzhaobi, Route de Renmin Sud.
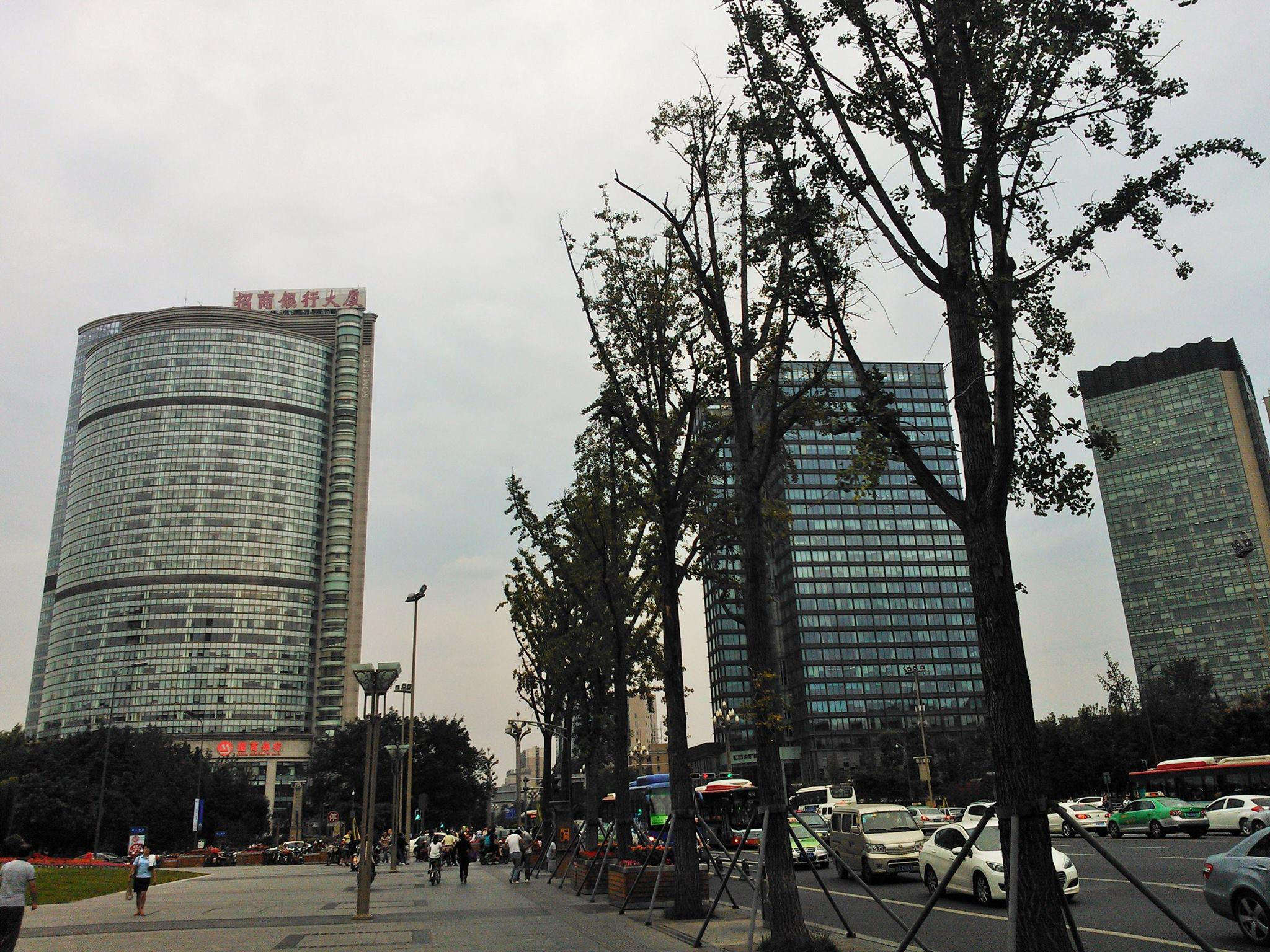
Pont de la Rivière Jin, Route de Renmin Sud.
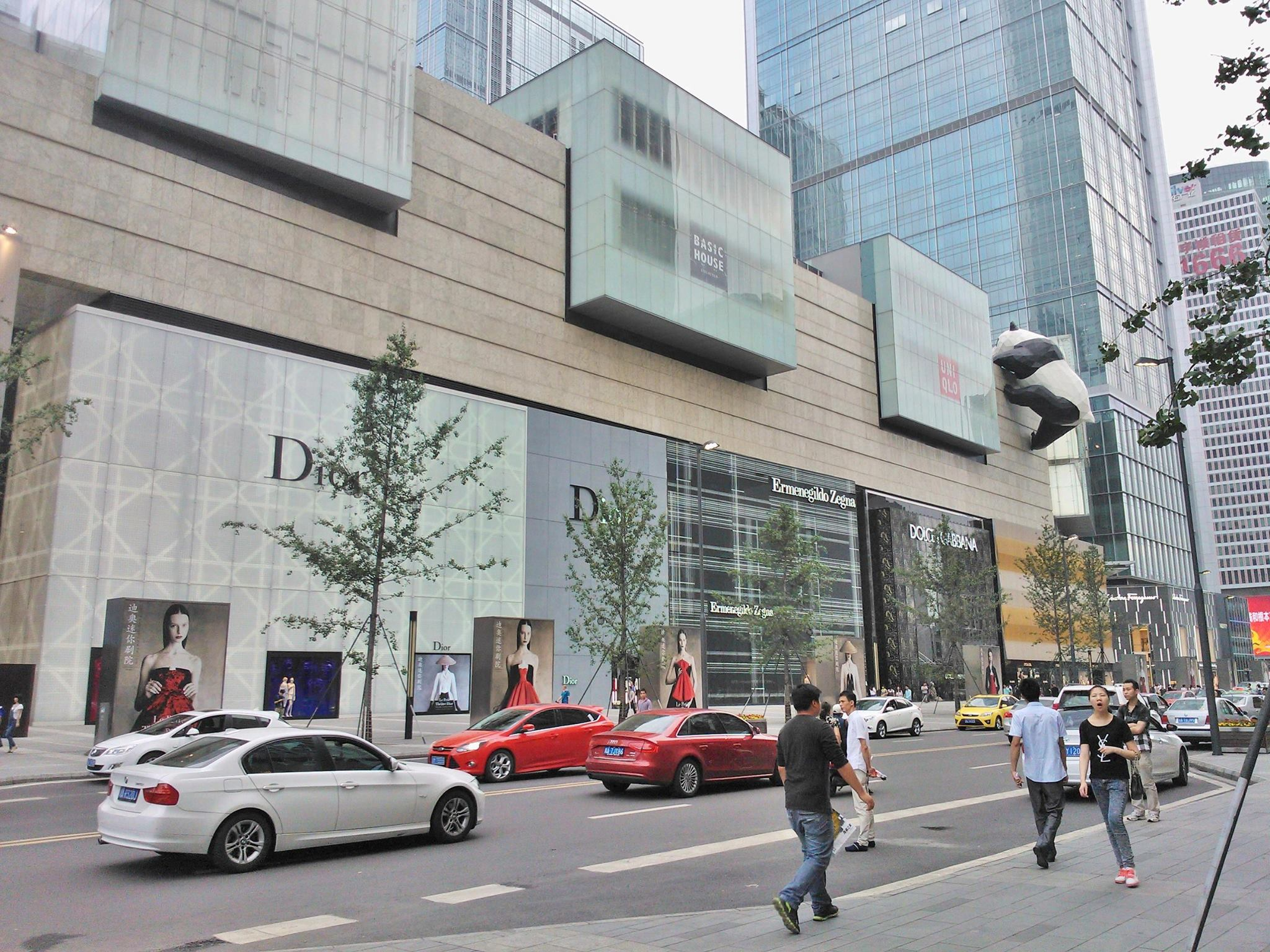
Centre Commercial IFS, Route de Hongxing.
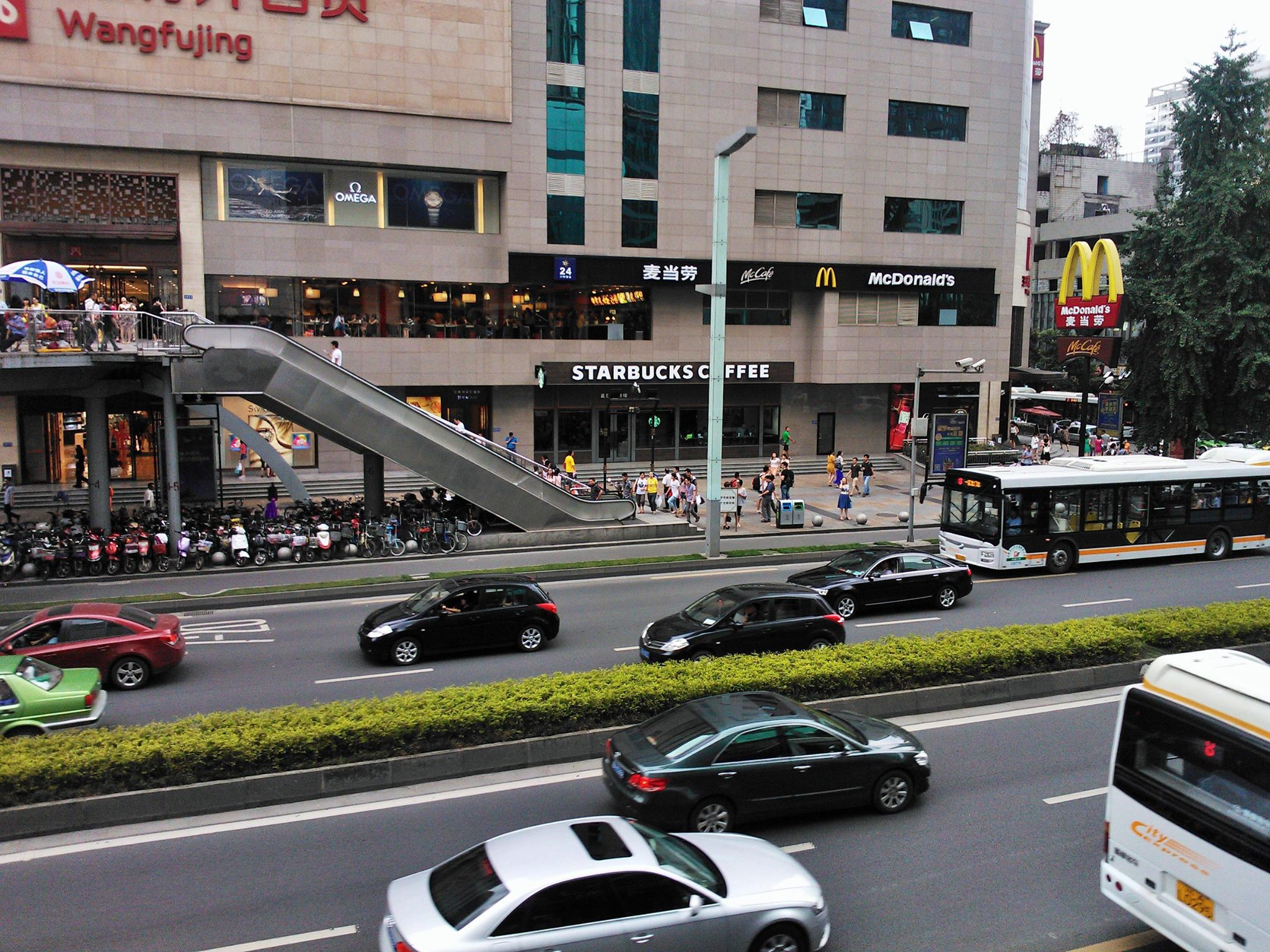
Secteur Route de Zongfu sur Avenue de Shudu.
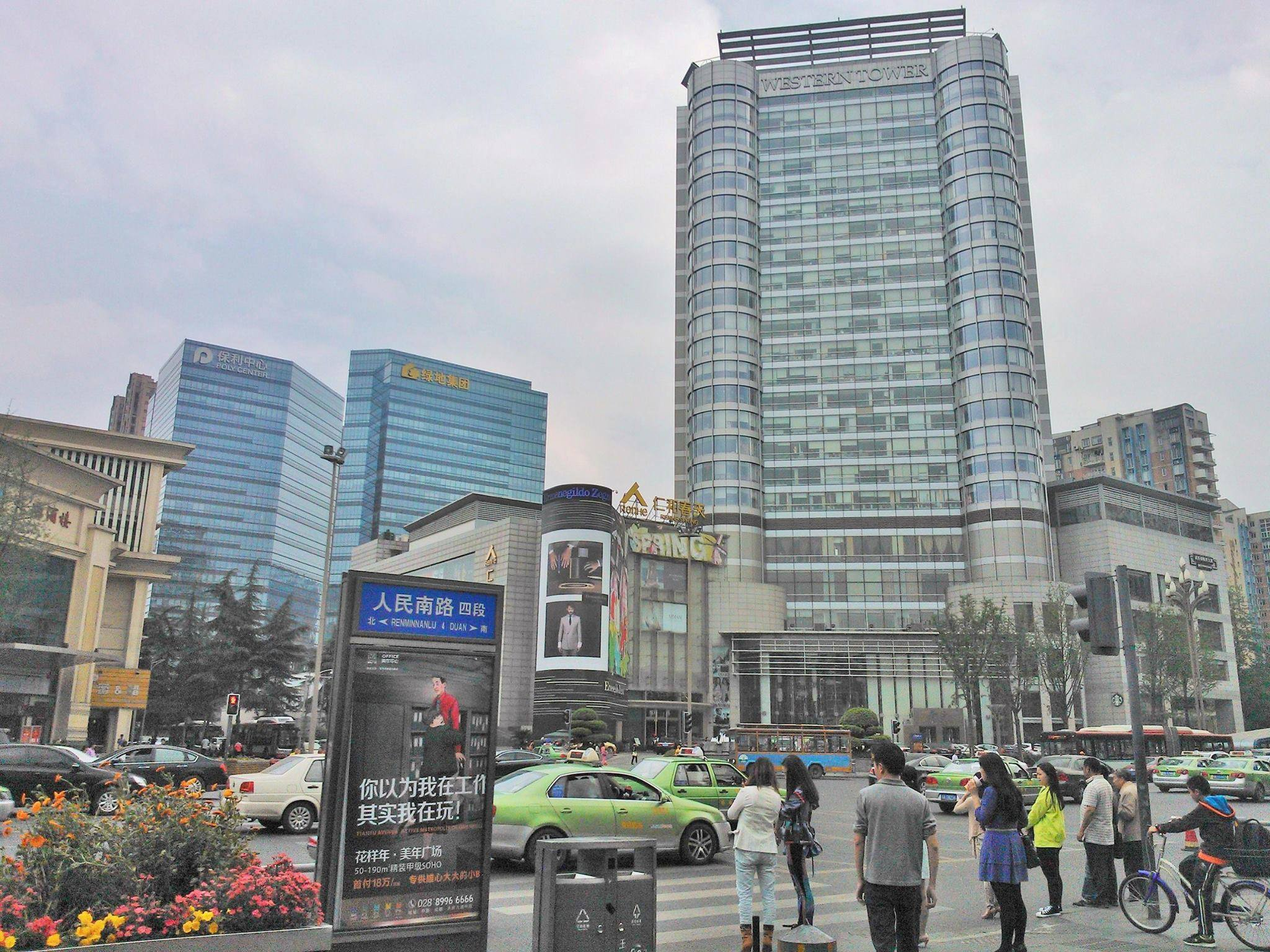
Quartier Nijiaqiao, Route de Renmin Sud.
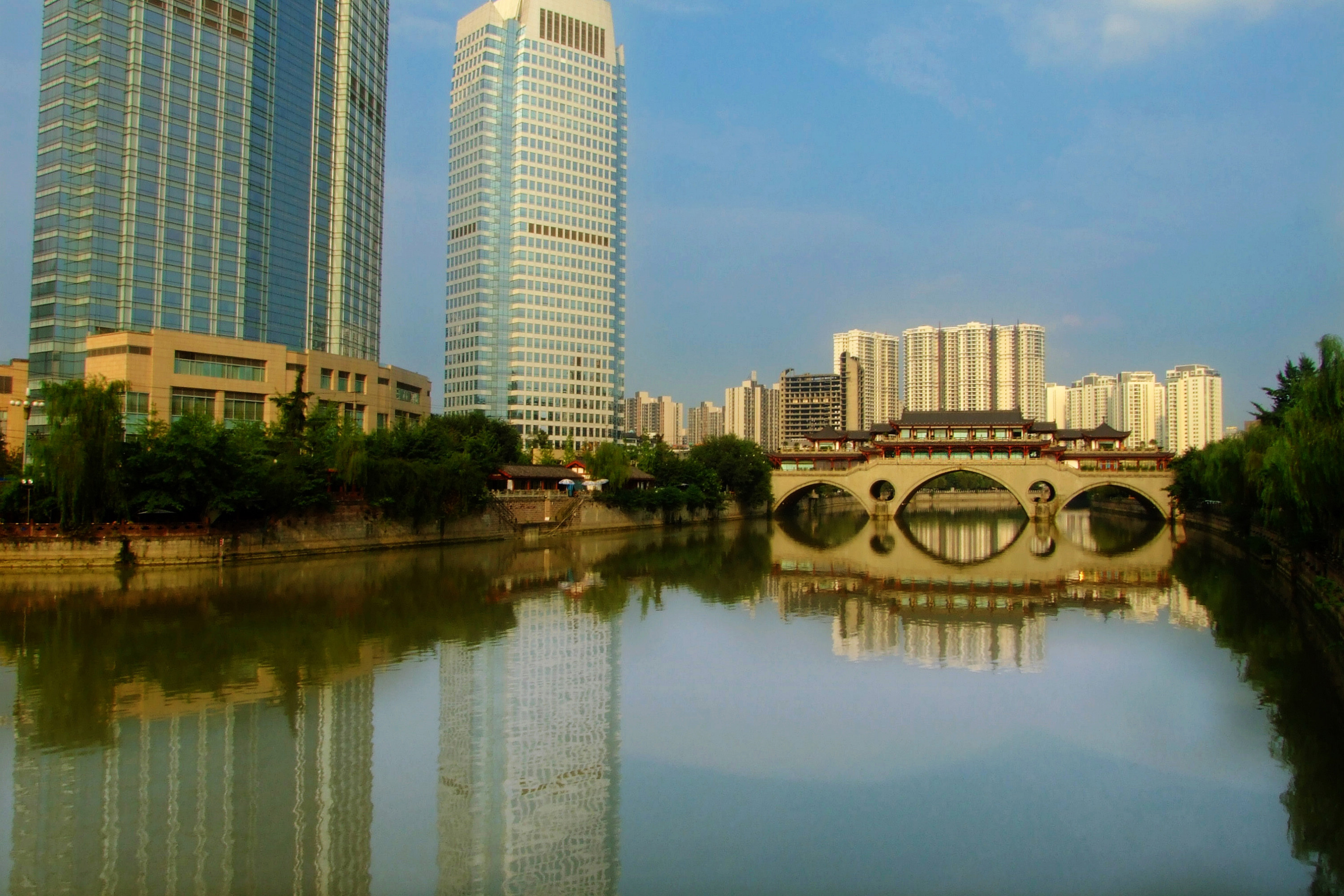
Pont Couvert d'Anshun sur la Rivière Jin.
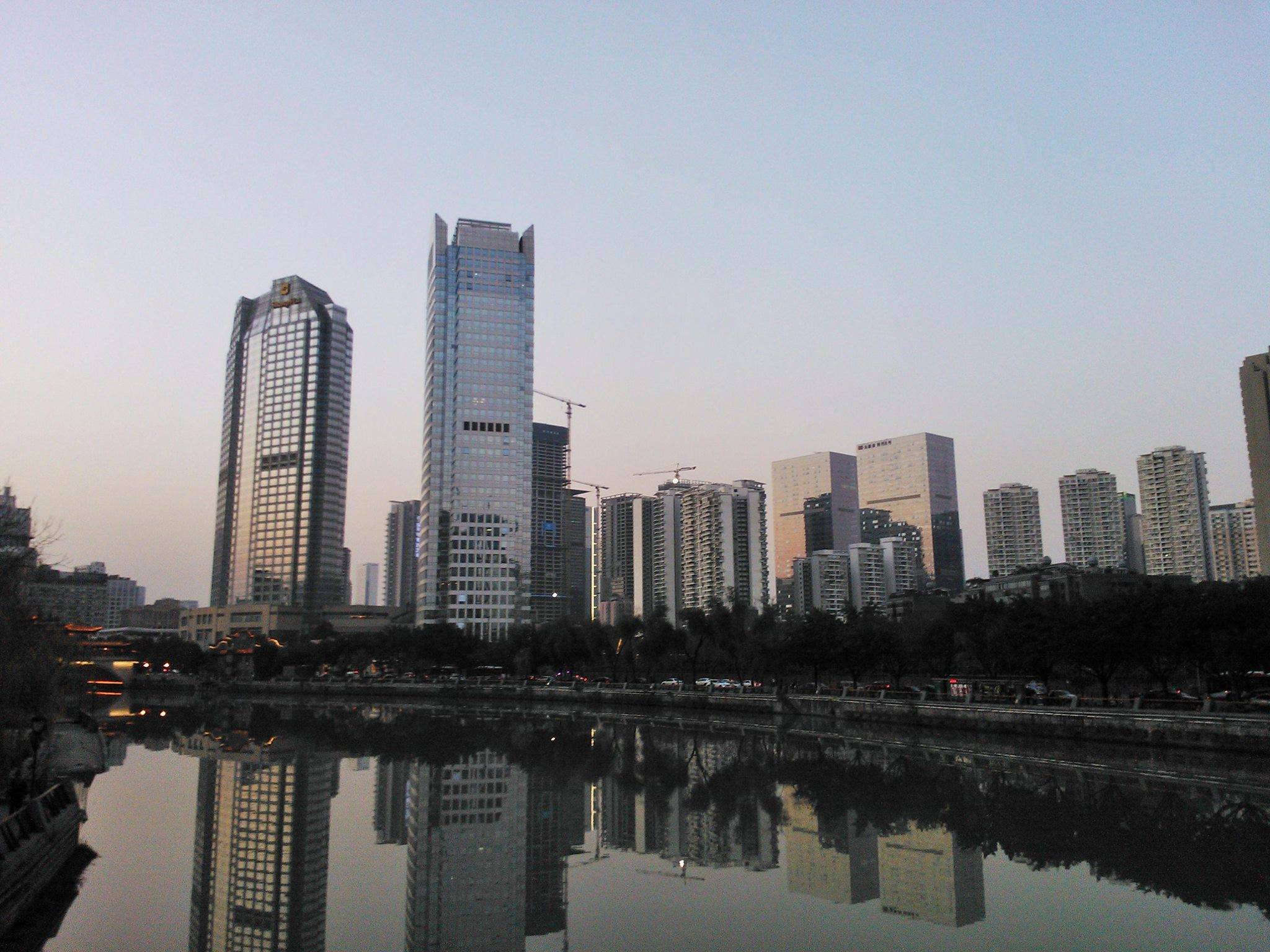
Rivière Jin et Hôtel Shangri-La.

### Climat
Chengdu connaît des hivers doux avec une température moyenne de 5,5 °C pour le mois le plus froid et des étés chauds avec une température moyenne de 25,2 °C pour le mois le plus chaud. La hauteur des précipitations annuelles y est de 921 mm, ce qui est insuffisant pour permettre la culture du riz. Les hivers sont secs tandis que les étés sont pluvieux. Les brouillards et nuages sont fréquents et les brumes matinales d'hiver sont tenaces, si bien que Chengdu ne compte que 25 jours clairs. La province du Sichuan est en effet connue pour son temps couvert. D'ailleurs, la province du Yunnan, dont le nom signifie « au sud des nuages », le doit à sa position au sud du Sichuan.
| Mois                                | jan. | fév. | mars | avril | mai  | juin  | jui.  | août  | sep.  | oct. | nov. | déc. | année |
| ----------------------------------- | ---- | ---- | ---- | ----- | ---- | ----- | ----- | ----- | ----- | ---- | ---- | ---- | ----- |
| Température minimale moyenne (°C)   | 2,4  | 4,2  | 8,1  | 12,7  | 17,2 | 20,2  | 22    | 21,6  | 18,4  | 14,5 | 9,2  | 4,2  | 12,9  |
| Température moyenne (°C)            | 5,5  | 7,2  | 11,6 | 16,5  | 21   | 23,5  | 25,2  | 24,9  | 21    | 16,9 | 11,8 | 7,1  | 16    |
| Température maximale moyenne (°C)   | 9,5  | 11,1 | 16,2 | 21,6  | 26   | 27,8  | 29,6  | 29,7  | 25,1  | 20,6 | 15,6 | 10,9 | 20,3  |
| Précipitations (mm)                 | 7,3  | 10,3 | 20,5 | 46,6  | 87,1 | 102,8 | 230,5 | 223,7 | 131,5 | 39,4 | 16,5 | 5    | 921,2 |
| Nombre de jours avec précipitations | 2,5  | 3,5  | 5,8  | 7,8   | 9,7  | 10,4  | 13,1  | 12    | 11,7  | 7,8  | 3,9  | 1,4  |       |

## Politique et administration

### Subdivisions administratives
La ville sous-provinciale de Chengdu exerce sa juridiction sur dix-neuf subdivisions - 11 districts, 5 villes-districts et 4 xian :
- le District de Qingyang - 青羊区 Qīngyáng Qū ;
- le District de Jinjiang - 锦江区 Jǐnjiāng Qū ;
- le District de Jinniu - 金牛区 Jīnniú Qū ;
- le District de Wuhou - 武侯区 Wǔhóu Qū ;
- le District de Chenghua - 成华区 Chénghuá Qū ;
- le District de Longquanyi - 龙泉驿区 Lóngquányì Qū ;
- le District de Qingbaijiang - 青白江区 Qīngbáijiāng Qū ;
- le District de Xindu - 新都区 Xīndū Qū ;
- le District de Wenjiang - 温江区 Wēnjiāng Qū ;
- le District de Shuangliu - 双流区 Shuāngliú Qū ;
- le District de Pidu - 郫都区 Pídū Qū ;
- la Ville de Dujiangyan - 都江堰市 Dūjiāngyàn Shì ;
- la Ville de Pengzhou - 彭州市 Péngzhōu Shì ;
- la Ville de Qionglai - 邛崃市 Qiónglái Shì ;
- la Ville de Chongzhou - 崇州市 Chóngzhōu Shì ;
- la Ville de Jianyang - 简阳市 Jiǎnyáng Shì ;
- le Xian de Jintang - 金堂县 Jīntáng Xiàn ;
- le Xian de Dayi - 大邑县 Dàyì Xiàn ;
- le Xian de Pujiang - 蒲江县 Pújiāng Xiàn ;
- le Xian de Xinjin - 新津县 Xīnjīn Xiàn.

### Représentations étrangères
Le consulat général de France à Chengdu fut inauguré le 11 novembre 2006.
Outre celui-ci, la ville de Chengdu abrite également les consulats allemand, américain, australien, autrichien, israélien, néo-zélandais, pakistanais, polonais, singapourien, sri-lankais, sud-coréen, suisse, tchèque et thaïlandais.

## Population et société

### Démographie
La population de la province était de 14 047 000 habitants, d'après le recensement de 2010, en hausse de 25 % par rapport à 2000. Celle de la ville de Chengdu est d'environ 9 202 000 habitants en 2010. La part de la population urbaine est donc de 65,51 %, en hausse de 12,03 points par rapport à 2000.
La population de Chengdu en 2025 est maintenant estimée à 9 998 870 personnes. En 1950, elle était de 645 913. La ville a connu une augmentation de 170 760 habitants au cours de l’année écoulée, soit une hausse annuelle de 1,74 %.

### Enseignement
Chengdu possède nombre d'universités, dont les principales sont :
- l'Université du Sichuan, dont le campus principal est situé au sud de la ville, entre le premier et le deuxième périphérique ;
- l'Université Jiaotong du Sud-ouest, située au nord-ouest de la ville et qui enseigne principalement les sciences ;
- l'Université d'économie et de finance du Sud-Ouest, située au nord-ouest de la ville ;
- l'Université de science et technologie électroniques, située au nord-est de la ville ;
- l'Université des minorités nationales pour le Sud-ouest (fondée en 1951), située au sud de la ville, sur le premier périphérique.

La plupart des universités possèdent de nouveaux campus, situés en périphérie de la ville.

### Langues
On y parle le dialecte de Chengdu du Mandarin du Sud-Ouest.

## Économie
En 2013, le PIB total a été de 911 milliards de yuans, et le PIB par habitant de 63 977 yuans. Chengdu possède un aéroport international (code AITA : CTU). Depuis février 2012, une nouvelle ligne aérienne directe relie Chengdu à Nyingchi.

### Aéronautique
Située à la limite de la ville, la compagnie Chengdu Aircraft Industry Group est connue pour accueillir une des plateformes d’assemblage du nouveau Comac ARJ21, le premier avion commercial de la Chine. Par ailleurs, cette société est l'un des principaux fabricants chinois d’avions militaires et également un important sous-traitant d'Airbus.

### Électronique / Haute technologie
La ville de Chengdu est très développée dans le domaine de l’électronique et des hautes technologies. La création d’une zone de développement de haute technologie a attiré de nombreuses multinationales, dont Intel, IBM, Nokia, Alcatel, Huawei ou encore Ubisoft.

## Culture et patrimoine

### Architecture et urbanisme

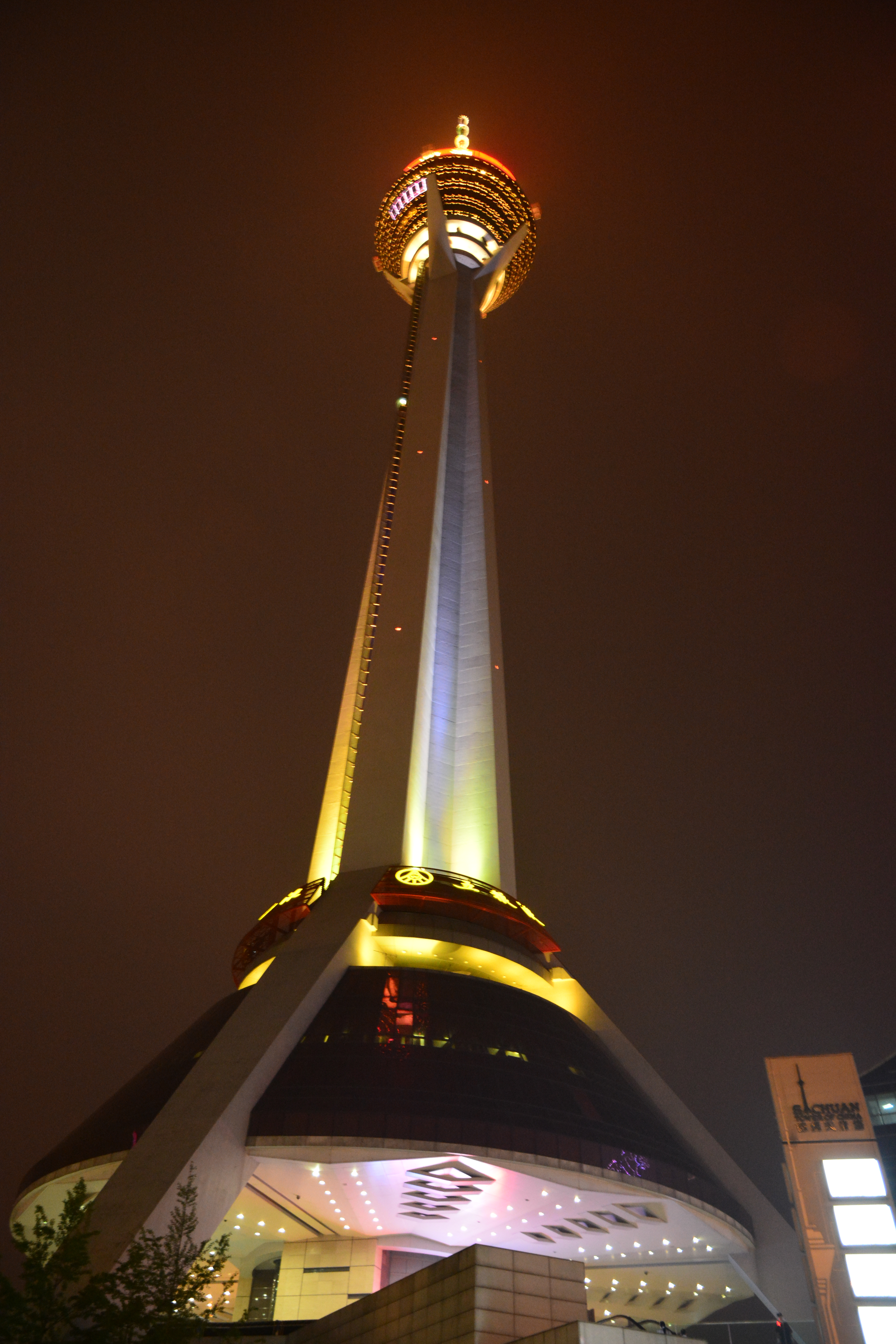
West Pearl Tower

Comme dans toutes les grandes villes de Chine un grand nombre de gratte-ciel ont été construits à Chengdu depuis le début des années 1990. En 2016 on y comptait plus de 240 gratte-ciel. Les plus hauts gratte-ciel de la ville sont la Chengdu IFS Tower 1 et la Chengdu IFS Tower 2 achevées en 2014 et hautes de 248 mètres.
Le New Century Global Center est considéré, en 2013, comme le plus vaste bâtiment au monde avec une surface de 1,7 million de mètres carrés et une hauteur de 100 mètres. Ce projet immobilier est à l'origine d'une affaire de corruption mettant en cause son promoteur le milliardaire Deng Hong et de nombreux cadres du Parti communiste chinois dont Li Chuncheng le numéro 2 du Parti dans le Sichuan et ancien maire de Chengdu qui a été destitué.

### Sites touristiques et monuments
- La vieille rue Jinli (锦里古街, jǐnlǐ gǔjiē, « vieille rue du village de brocart »), quartier conservant le style des vieux quartiers de Chengdu, où l'on peut trouver de nombreux commerces et restaurants.
- Le village historique de Huanglongxi (黄龙溪镇, huánglóngxī zhèn), situé sur le Xian de Shuangliu.
- Le site archéologique de Jinsha (金沙, jīnshā), relatant de la culture Sanxingdui (三星堆, sānxīng duī, -1200 — -650), âge du bronze. Un musée de cette culture est situé dans la ville de Guanghan, à 40 km de Chengdu, également sur la plaine de Chengdu.
- Le palais de Chuanwang (新场川王宫), sur le bourg de Xinchang (新场真) et les 114 sculptures de terres de la Cour des fermages (收租院) dans l'ancienne demeure d'un grand propriétaire terrien de l'ancien régime, sur le Xian de Dayi.
- La tombe de Wang Jian, sépulture de l'empereur Wang Jian.

Deux des plus grands poètes de la dynastie Tang y ont résidé : non seulement Lǐ Bái (李白), mais surtout le poète Dù Fǔ. On y trouve un musée en son honneur ainsi qu'un sanctuaire dédié au marquis de Wu, l'un des plus brillants tacticiens de l’époque des Trois Royaumes.
La ville est réputée pour sa qualité de vie et ses habitants débonnaires. Elle est célèbre pour le nombre de maisons de thé qui parsèment ses rues.

### Culture populaire moderne
Chengdu est connue pour ses centaines de maisons de thé, où les habitants peuvent passer des heures à jouer au mahjong, discuter, se faire masser ou nettoyer les oreilles.
24 City est un film chinois de Jia Zhangke, sorti en 2008, à propos du démantèlement, à Chengdu, d'une ancienne usine d'avions de l'époque de la guerre de Corée, pour la transformer en immeuble moderne à usage d'habitation pour la nouvelle classe moyenne chinoise.
Chengdu est citée dans la chanson Mao de Ludwig von 88 :
Dans l'usine textile numéro douze de la ville de Chengdu

Dans l'usine textile numéro douze de la ville de Chengdu

Il y a des filles il y a des gars qui œuvrent sans broncher

Il y a des filles qui font du petit bois des tigres en papier

Nageant comme des carpes, ils traversent le fleuve bleu

### Gastronomie

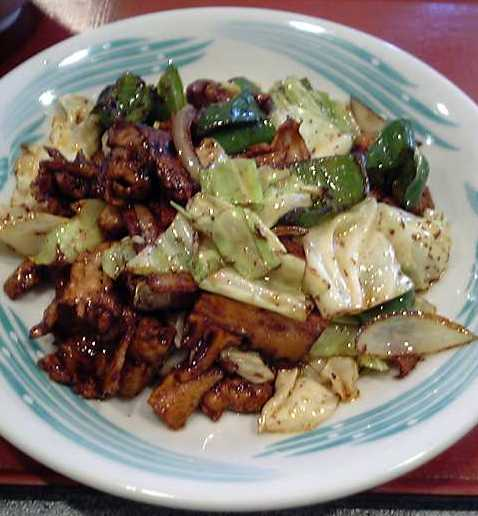
Huiguo rou (回锅肉).

Chengdu est connue pour la fondue sichuanaise (四川火锅), originaire de la ville voisine de Chongqing. La cuisine sichuanaise de Chengdu (成都川菜, chéngdūchuāncài) se divise en trois écoles : l'école « de l'administration » (官府川菜, guānfǔ chuāncài), l'école « de l'hibiscus » (蓉派川菜, róngpài chuāncài) et l'école « au fil de l'eau » (上河帮川菜, shànghébāng chuāncài). La cuisine de Chengdu est réputée plus raffinée que celle de Chongqing car elle combine plus précisément les ingrédients, met l'accent sur l'aspect visuel des plats et offre un goût plus doux.
Parmi les plats originaires de Chengdu, on peut citer :
- Mapo doufu (麻婆豆腐, tofu en dés et sauce piquante accompagné de viande de porc hachée) ;
- Gongbao jiding (宫保鸡丁, dés de poulet aux cacahuètes) ;
- Huiguo rou (回锅肉, viande grillée à la marmite, accompagnée de choux).

### Religion

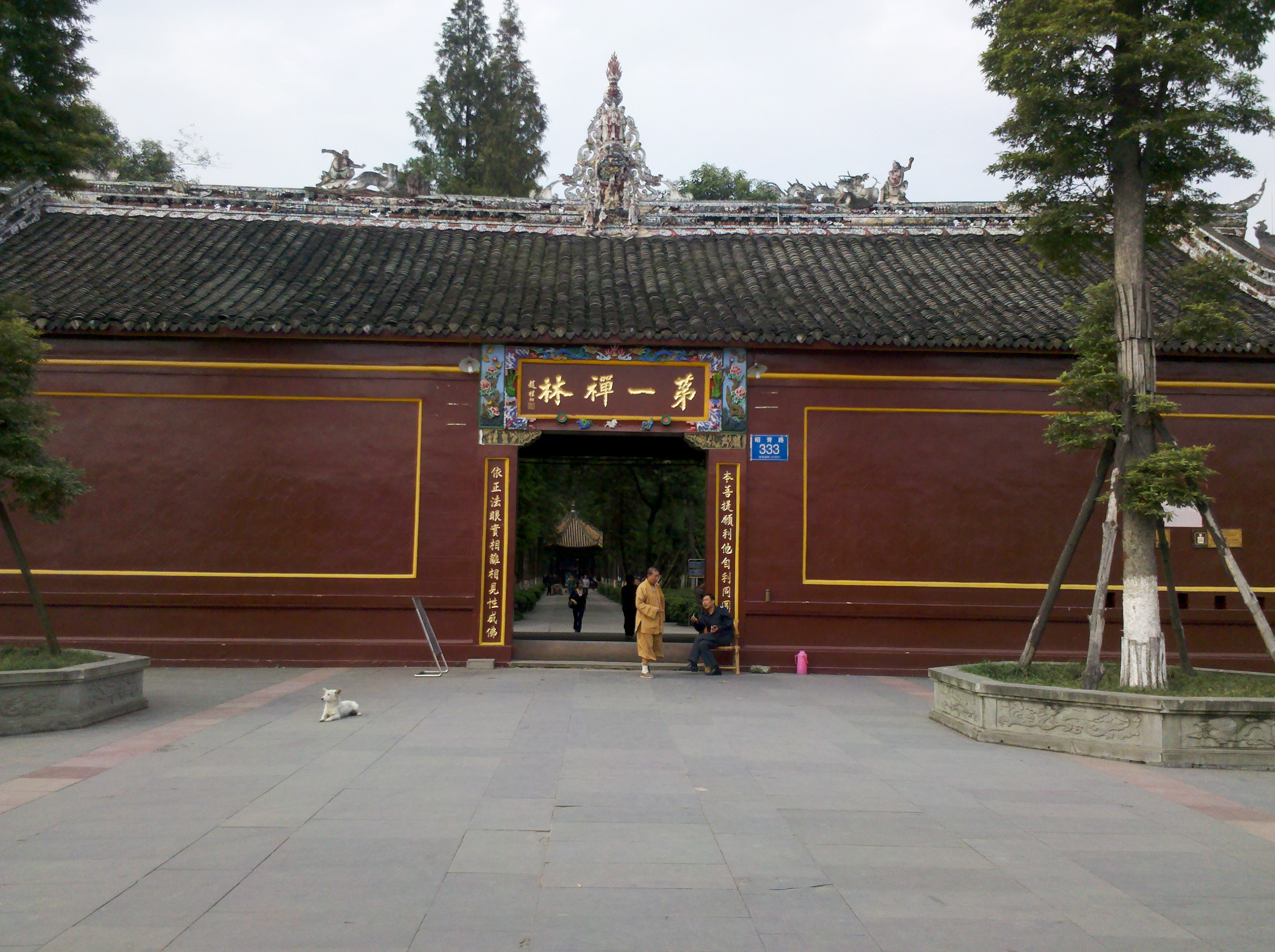
Temple Zhaojue

Chengdu est l'un des lieux importants du taoïsme. Sous le règne de l'empereur Han Shundi des Han occidentaux, Zhang Daoling s'y installe sur le mont Heming (鹤鸣山, hèmíng shān) et y fonde l'École des cinq boisseaux de riz.
Les religions bouddhistes et taoïstes sont prédominantes dans la ville. Aussi, on y trouve différents temples et monastères, à la fois importants et historiques de ces deux cultes.
- Le monastère Baoguang
- Le monastère Daci
- Le monastère Wenshu
- Le temple Qingyang (taoïste)
- Le temple Zhaojue (昭觉寺, bouddhiste)

Chengdu est également le siège du diocèse catholique de Chengdu, longtemps confié à des missionnaires français.

## Transports
Les transports en commun de la ville sont gratuits à certaines heures.

### Métro

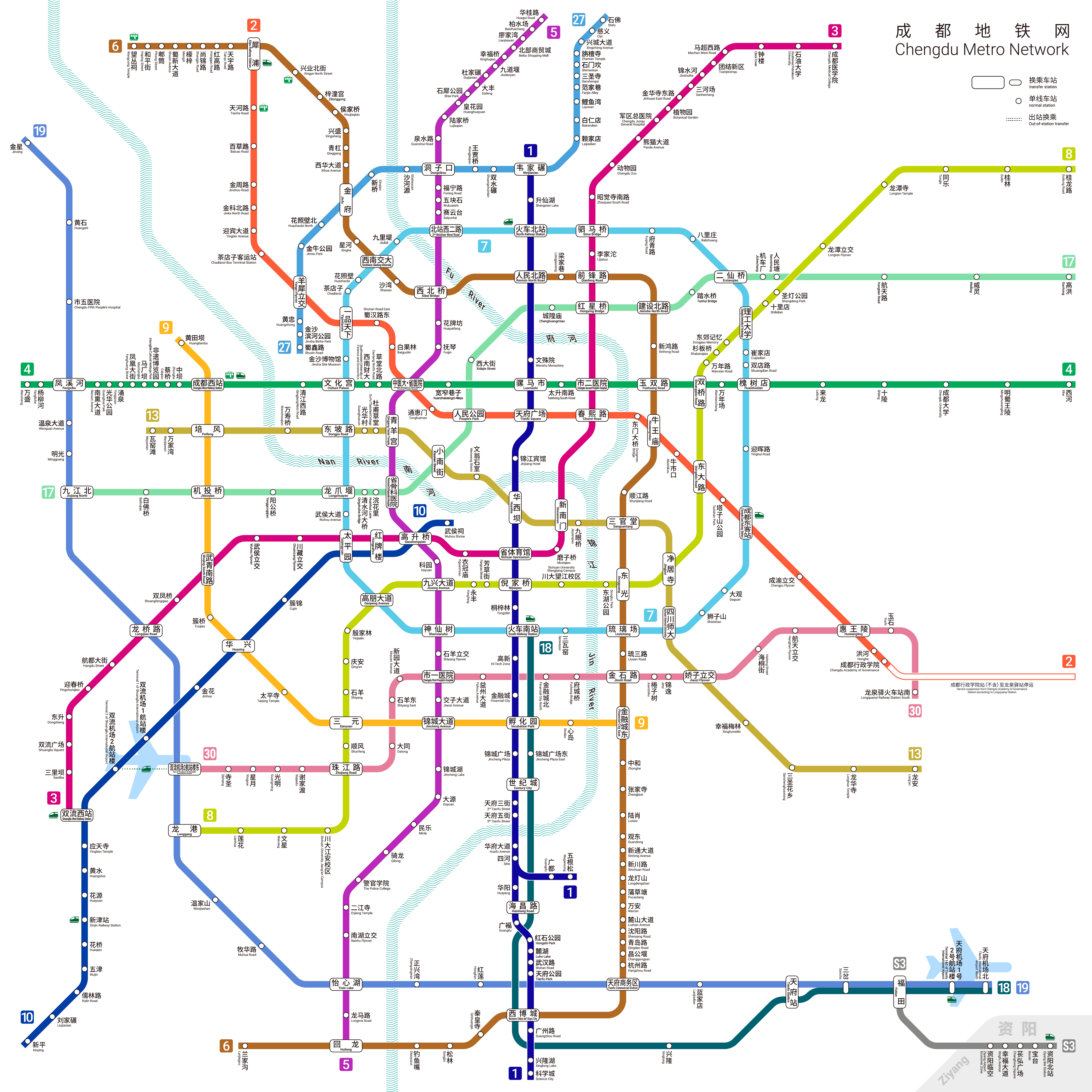
Réseau de métro de Chengdu

Le métro de Chengdu est le réseau de transport qui dessert l'agglomération de Chengdu. Une ligne de métro a été inaugurée en septembre 2010. Elle traverse la ville du nord au sud, en desservant notamment la principale gare ferroviaire, ainsi que la place Tianfu. D'ici la fin de 2020, le métro de Chengdu comptera 12 lignes (lignes 1 à 10, 17 et 18) en fonctionnement, avec un réseau de rail de 519 kilomètres au total.

### Transport aérien
(mai 2024).
- L'aéroport international de Chengdu-Shuangliu (成都双流国际机场, OACI : ZUUU) est le principal aéroport civil qui dessert la ville.
- La construction du nouvel aéroport international de Chengdu-Tianfu a débuté en 2016 et son ouverture est prévue pour 2021.
- Chengdu possède également une base aéronautique militaire.

### Transport ferroviaire
Chengdu comporte actuellement quatre gares supportant des lignes conventionnelles et à grande vitesse :
- Gare de Chengdu (elle est souvent considérée comme la gare du Nord, surtout sur les bus et le métro) ;
- Gare de Chengdu-Est ;
- Gare de Chengdu-Sud ;
- Gare de Chengdu-Ouest.

Depuis avril 2013, une nouvelle solution permet d'exporter des marchandises vers l’Europe via le chemin de fer. C'est la première ligne de fret ferroviaire expresse entre la Chine et l'Europe. Le délai d'acheminement est de 12 à 14 jours.

## Personnalités
- Li Peng est un Premier ministre chinois né à Chengdu.
- Zheng Jie est une joueuse de tennis née à Chengdu.
- Mgr Pinault fut évêque de Chengdu (1948 - 1953 - 1983).

## Jumelages
- Montpellier (France) depuis 1981
- Winnipeg (Canada) depuis 1980
- Ljubljana (Slovénie) depuis 1980
- Linz (Autriche) depuis 1983
- Kōfu (Japon) depuis 1983
- Phoenix (États-Unis) depuis 1986
- Malines (Belgique) depuis 1993
- Palerme (Italie) depuis 1999
- Gimcheon (Corée du Sud) depuis 2000
- Medan (Indonésie) depuis 2001
- Dalécarlie (Suède) depuis 2004
- Bonn (Allemagne) depuis 2009
- Sheffield (Royaume-Uni) depuis 2010
- Volgograd (Russie) depuis 2011
- Province du Brabant flamand (Belgique) depuis 2011
- Communauté de communes Gisors-Epte-Lévrière (France) depuis 2011
- Autun (France) depuis 2018

## Ville numérique

### Politiques de la ville numérique à Chengdu[12]
Les politiques de la ville numérique de Chengdu ont fixé ces 4 objectifs suivants : 
1. Renforcer l'infrastructure numérique de la ville en construisant une nouvelle plateforme de partage et de collaboration, qui comprend le renforcement de l'infrastructure numérique de la ville, le développement du système de données urbaines et la création d'une plateforme numérique de soutien à la ville.
2. Construire un centre de commande intelligent pour la ville et développer un nouveau modèle de gouvernance urbaine en améliorant la structure de gestion de la ville intelligente, en renforçant la surveillance et l'avertissement des signes vitaux de la ville et en améliorant la capacité de gestion des événements.
3. Créer des scénarios d'application pour les domaines clés et façonner une nouvelle image pour la ville intelligente en promouvant l'intelligence des services publics, de la gestion publique et de la sécurité publique.
4. Stimuler le développement de l'économie numérique en favorisant une synergie bilatérale, qui comprend l'accélération de l'essor des marchés de données, la promotion de la ville intelligente pour soutenir le développement de l'économie numérique et l'utilisation de l'économie numérique pour soutenir la construction de la ville intelligente.

### Chengdu Smart City Platform
Chengdu Smart City Platform est une plateforme qui intègre diverses ressources d'informations et de données urbaines, visant à fournir un soutien à la gestion urbaine et aux services publics grâce à la technologie numérique et à l'analyse des données. La plate-forme est dirigée par le gouvernement municipal de Chengdu et comprend plusieurs sous-systèmes et modules fonctionnels, couvrant des domaines tels que la gestion urbaine, les services publics et la sécurité urbaine.
Parmi eux, le sous-système de gestion urbaine comprend des modules tels que le transport intelligent, l'énergie intelligente, la protection intelligente de l'environnement et la gestion urbaine intelligente.
Le sous-système de service public fournit aux citoyens une variété de services pratiques tels que la consultation médicale en ligne, les services d'éducation intelligente et les services communautaires, et promeut l'intelligence et l'informatisation des services urbains.
Le sous-système de sécurité urbaine comprend des modules tels que la sécurité publique intelligente et la protection incendie intelligente.

## Galerie photographique

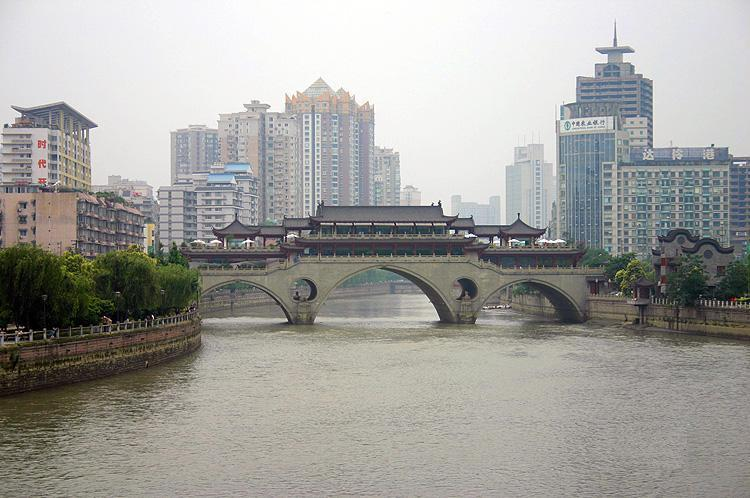
Pont couvert d'Anshun sur la rivière Jin.
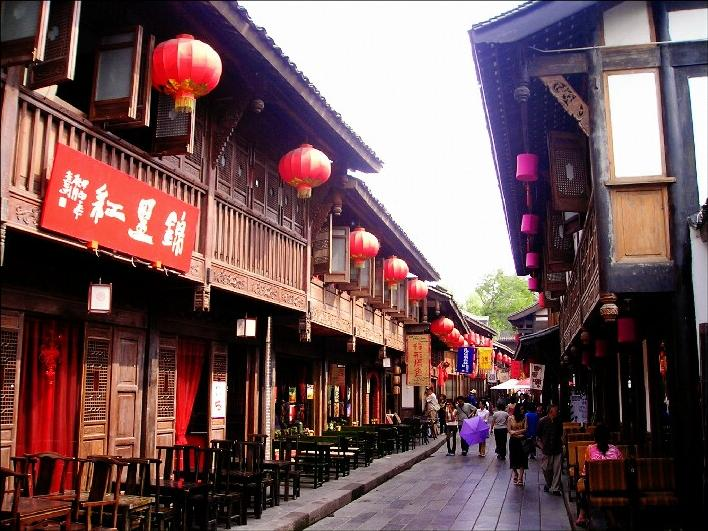
La Vieille rue Jinli.
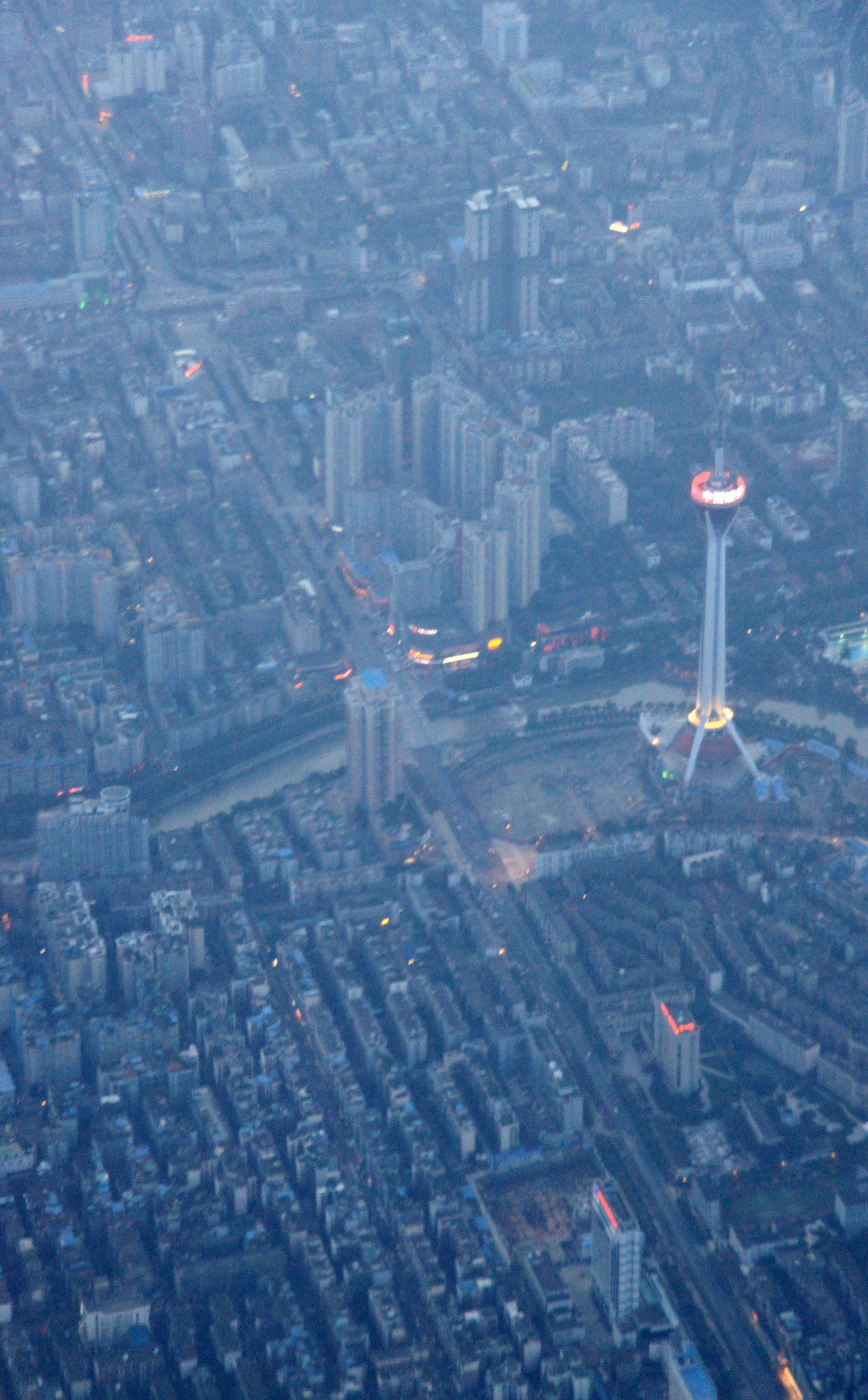
Vue de la West Pearl Tower avec son restaurant panoramique.
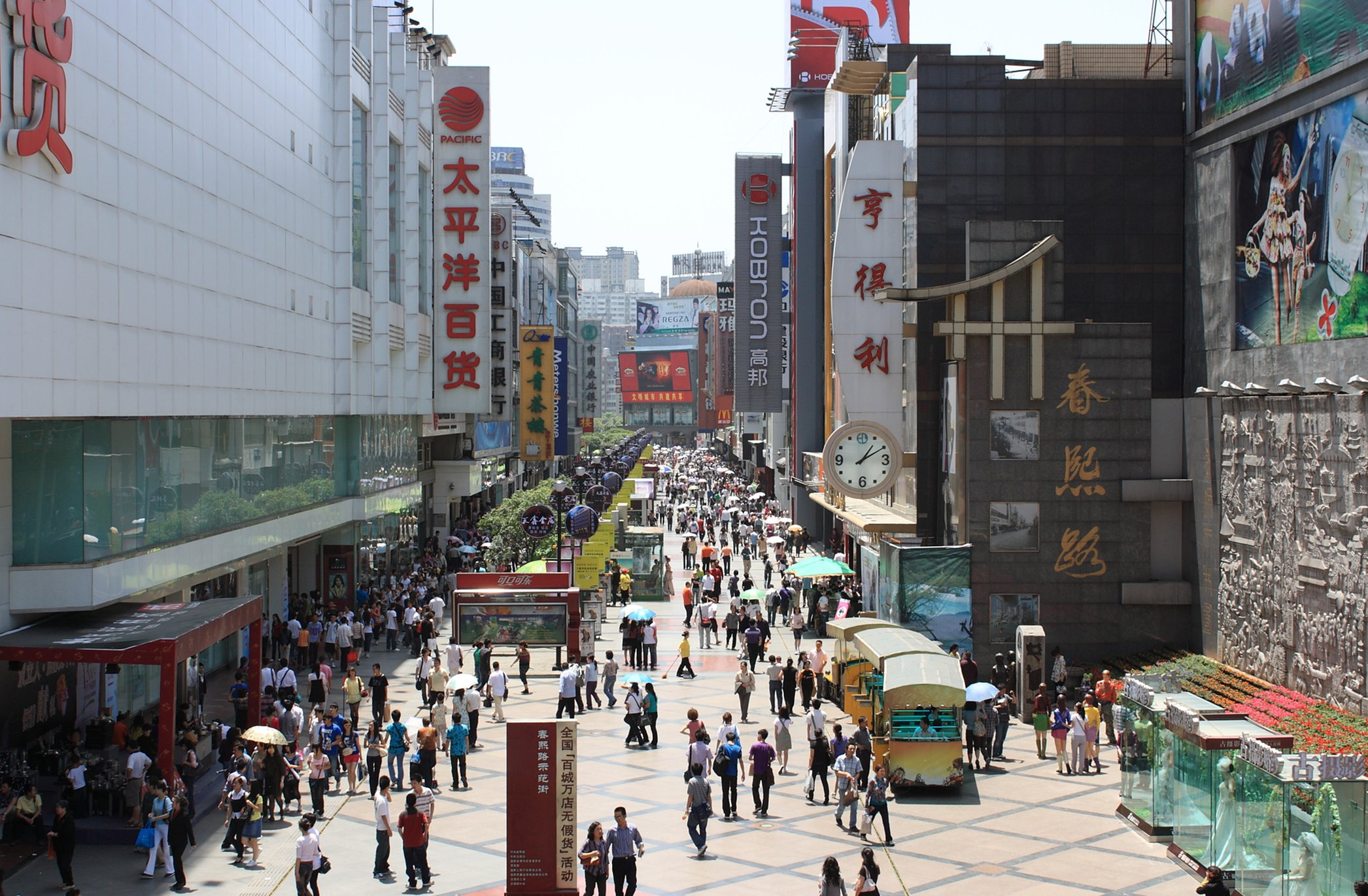
L'artère commerçante, rue Chunxi.